# Victoria: An Empire Under the Sun
Victoria: An Empire Under the Sun, ook wel Victoria, is een real-time strategy computerspel uit 2003 ontwikkeld door Paradox Entertainment en maakt gebruik van de Europa Universalis-engine. Het spel situeert zich tijdens het victoriaans tijdperk tot en met de Eerste Wereldoorlog (1835 - 1920).
Victoria is op vele vlakken vergelijkbaar met Europa Universalis, maar dan veel uitgebreider en natuurlijk aangepast aan het tijdperk waarin het spel zich afspeelt.

## Kenmerken
- wereldmarkt en uitgebreid economisch model: de speler moet fabrieken bouwen om grondstoffen om te zetten in producten; deze producten kunnen dan verkocht worden aan andere landen op de wereldmarkt of gebruikt worden om andere, meer geavanceerde (=winstgevende) producten te maken in andere fabrieken.

- POP(ulatie)-model: de (beroeps)bevolking van elk land wordt weergegeven door middel van POPs; groepen van maximum 100000 mensen met dezelfde politieke ideologie, cultuur, religie en economische klasse. Deze POPs kunnen door de speler tewerkgesteld worden in fabrieken (als arbeiders of klerken) of de landbouw, of omgezet worden naar soldaten, officiers of geestelijken. Daarnaast zijn er ook nog aristocraten, kapitalisten en slaven. Ook is er een migratiemodel: POPs in landen met te weinig werkgelegenheid/burgerrechten/sociale hervormingen zullen bij mondjesmaat emigreren naar betere oorden.

- sociale hervormingen: men kan o.a. het minimumloon en de pensioenen bepalen, algemeen stemrecht verschaffen of net niet

- verkiezingen, en drie politieke ideologieën: socialisme, liberalisme en conservatisme. Door de daden van de speler kunnen POPs militanter worden en hun ideologie ontaarden in respectievelijk: communisme, anarcho-liberalisme en reactionisme met mogelijk een revolutie of staatsgreep tot gevolg.

- uitgebreide technologieboom

- historische events

- vier soorten landeenheden plus een tiental brigades (zoals artillerie, ingenieurs en tanks) en 12 soorten schepen

- kolonisatie: door het bouwen van handelsposten, havens en forten kan men provincies zonder eigenaar koloniseren